# Дентелетика
Дентелетика е римска стратегия, възникнала в резултат от римската колонизация на Балканите и в частност – на Тракия през 45 г.
От 45 г. до 86 г. стратегията Дентелетика била в рамките на провинция Тракия, а от 86 г. – в състава на провинция Горна Мизия.
За първи път е спомената поименно от Клавдий Птолемей по името на тракийското племе дентелети, но от епиграфски паметници става ясно, че първоначално са обособени и съществували две Дентелетики – равнинна или Полска Дентелетика и Планинска Дентелетика. 
След римското завоюване на Тракия през 45 г. е известно, че първоначално имало 50 римски стратегии (провинции) в Тракия, след което надписът от Топир маркира вече 33 римски стратегии в Тракия, начело на които бил прокуратора Марк Ветий Марцел. 
По всяка вероятност, или с обособяването на римската провинция Горна Мизия през 86 г., или с придаването на статут на муниципия в 106 г. на единствения център на дентелетите – Пауталия (заедно с още три тракийски града по това време – Сердика, Филипопол и Августа Траяна), римските стратегии на Балканите са окрупнени, а в Тракия са сведени до 14. По кое време са слети в едно двете Дентелетики е въпрос все още на предположения. 
По всяка вероятност Полска Дентелетика е обхващала днешното Кюстендилско поле, а може би и Дупнишкото поле. В състава на римската стратегия Дентелетика били включени земите на агрианите, като тя граничела на североизток и изток със стратегия Сердика. На север обхващала Бурел и Темско с Понишавието в рамките на римската провинция Горна Мизия (от 86 г. обаче), а на запад планините от Краището (с Руй, Влашка планина и Суха планина) и Осогово, вероятно с територия до поречието на Вардар (Аксиос) – Билазора. На юг Дентелетика достигала до земите на медите (Кресненско дефиле), включени в състава на римската провинция Македония, а на югоизток посредством Рила граничела със земите на бесите. Римската стратегия Медика обаче била включена в състава на провинция Македония. 